# 埃里克·劳埃德
埃里克·劳埃德（1986年5月19日—）是美國的一位演員。他在1994年電影聖誕老人中即以童星出道。

## 外部連結
- 官方网站
- 埃里克·劳埃德在互联网电影资料库（IMDb）上的資料（英文）